# Силвер Мас
Силвер Мас (фр. Sylvère Maes; 27. август 1909 — 5. децембар 1966) је бивши белгијски професионални бициклиста у периоду од 1933. до 1948. године, са паузом у току Другог светског рата. Мас је двоструки шампион Тур де Франса, 1936. и 1939. године. 1937. године, Мас је, у тренутку кад је водио у генералном пласману, напустио Тур заједно са својим тимом.

## Каријера
Рођен је 1909, као најмлађи од десеторо деце. Прву трку је возио 1928. а професионалац је постао 1933. године. У кратком периоду остварио је две победе. Био је талентован за сајкло крос и 1932. је освојио незванично светско првенство у сајкло кросу. Исте године, Мас је победио у трци Париз—Рубе, што му је био највећи успех до тада, а у наставку каријере се фокусирао на Тур де Франс.

### 1934 — 1935
Тур де Франс је возио први пут 1934. године индивидуално, али је имао више успеха него белгијски национални тим, једини је Белгијанац који је освојио етапу на Туру 1934. Завршио је на осмом месту у генералном пласману. Наредне године, Мас је опет возио Тур индивидуално, али је, након што је Јозеп Морехот напустио трку, прикључен националном тиму, победио је на једној етапи и освојио је четврто место у генералном пласману.

### 1936
1936. године, Мас је возио Тур као члан националног тима, а од седме етапе био је лидер. Најближи му је био Антонен Мањ и тестирали су један другог на деветој етапи. На задњем успону, на Аласу, Мањ је имао три минута предности, а онда је пао кад су навијачи покушали да му помогну. Мас је успио да га стигне, а на наредним етапама је зарадио још времена, победивши на две. На етапи 16, Мас је отишао рано у бег и једино су Фелицијан Вервеке и Јуван Мери могли да га прате. Мери је брзо отпао а Вервеке је имао механичких проблема на успону на Турмале и Мас је наставио сам и стекао је 15 минута у односу на Мања. У наставку Тура, Масова предност није озбиљно угрожена и освојио је Тур.

### 1937
1937. Мас је био лидер Белгијског националног тима на Туру. На деветој етапи преузео је вођство од Ђина Барталија, а након што је Бартали напустио Тур, било је јасно да ће се борба водити између Маса и Лапебјеа. Организатори су тада одлучили да смање број екипних хронометара, што је много смањило Масове шансе јер је сматрано да Белгијанци имају бољи тим. Белгијски тим је оптужио Лапебјеа да је користио помоћ аутомобила у Алпима. На дан одмора, Мас је рекао да му је неко понудио 100 хиљада франака да пусти Лапебјеа да победи. Мас је одбио понуду.
На етапи 15, у Пиринејима, Мас је имао велику предност, а онда је имао механички квар и Лапебје га је престигао. Лапебје је освојио у спринту друго место на етапи, што му је донело 45 секунди бонификације. Организатори Тура су га казнили са 90 секунди јер је био гуран на успону, па је Масова предност порасла на три минута. Ипак, белгијски тим се жалио да је казна превише мала јер је Лапебје заостајао доста. Француски тим је запретио да ће напустити Тур ако се казна повећа, па је нису мењали. На етапи 16, Лапебје је завршио испред Маса и смањио заостатак на само 25 секунди, али су преостале само равне етапе па је то требало да буде довољно Масу. Током етапе 17, Мас је имао проблема и помогли су му двојица белгијских возача, али пошто нису били део националног тима, Масје кажњен са 15 секунди. У току етапе, воз је прошао таман након Лапебјеовог проласка и баш у моменту кад је Мас требало да пређе. Мас се увредио тим потезом и напустио је Тур, а са њим и цели белгијски национални тим.
Гледаоци у Белгији су протестовали против организатора Тура и за 24 сата послали су 20 хиљада протестних писама у спортски магазин. За 10 дана послали су преко 100 хиљада писама.

### 1938
1938. Мас је освојио по друго место на Флеш Валону и на Фландрији, што су му били најбољи резултати након освајања Париз—Рубеа. На Туру је опет био лидер националног тима, али након слабе форме улигу лидера је преузео Фелицијан Вервеке. Мас је завршио Тур на 14 месту.

### 1939
Мас је 1939. године почео Тур као Белгијски лидер, а пошто италијански национални тим није учествовао, Мас је био први фаворит Тура. Други белгијски возач, Едвард Визерс, напао је на деветој етапи, а Мас је пошао у потеру. Мас је доминирао Туром, на хронометру на етапи 16, стартовао је десет минута после Ренеа Вијета, који је био други у генералном пласману и успио је да га престигне. Његова предност је била тада преко 30 минута и успио је да освоји Тур по други пут. Тријумф је био потпун јер је освојио и брдску класификацију, а белгијски тим је освојио тимску класификацију.

### 1940 — 1947
Масове шансе да освоји трећи Тур нестале се кад је почео Други светски рат јер је већина трка отказана. Да би зарадио за живот, Мас је почео да ради као шанкер.
1947. године, када се вратио бициклизму, Мас је одлучио да по први пут вози Ђиро д’Италију, где је освојио пето место. Планирао је да вози и Тур где би му било дозвољено да носи жуту мајицу током прве етапе, али је одустао у задњем тренутку.

## Крај каријере и смрт
Мас је каријеру завршио 1948. након чега је био директор белгијског тима на Тур де Франсу. Отворио је бар у Гистелу и назвао га "Турмале".
Мас је умро 1966. од рака.
Године 2011. у Гистелу је отворен музеј у Масову част.